# Carlos Lezcano
Carlos Lezcano (Madrid, 1870-Madrid, 1929) fue un pintor español que produjo principalmente cuadros de paisajes.

## Biografía

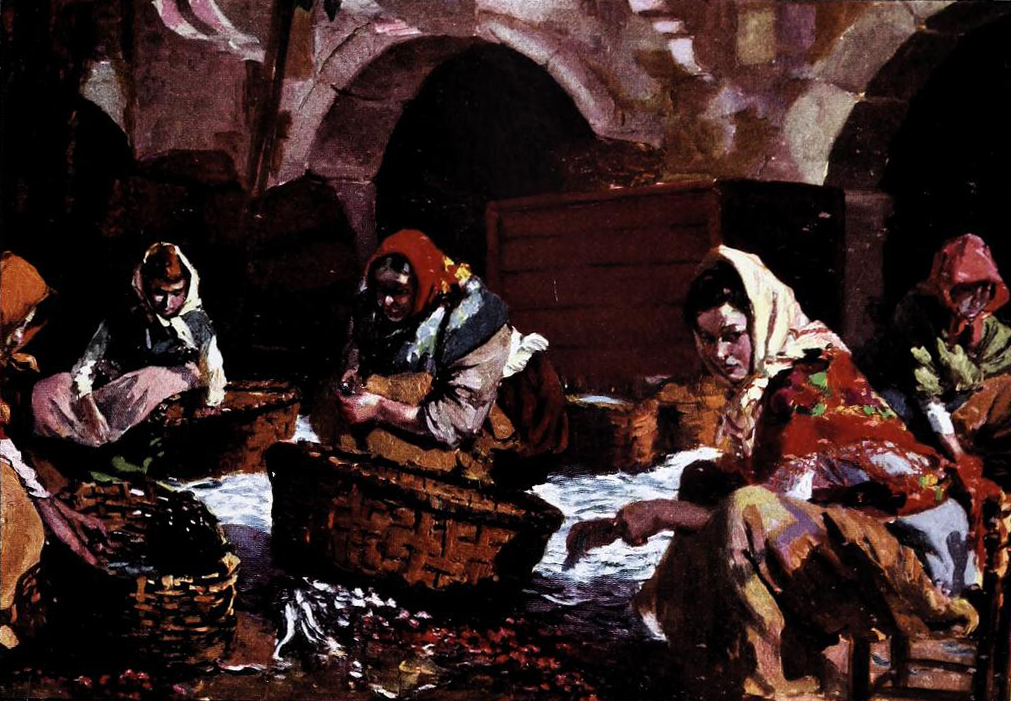
«Las sardineras» (Blanco y Negro, 1903)

Nació en 1870. Fue discípulo de Taberner y de Joaquín Sorolla. En la década de 1890 colaboró en la revista Los Aportes, dirigida por Félix de la Torre. Cultivó la pintura del paisaje, género en el que pintó diversas ciudades de la geografía española. Lezcano, que falleció en Madrid en abril de 1929, el día 21, de un ataque de uremia, fue padre de la también pintora Aurora Lezcano. Le sobrevivieron su esposa, Aurora Saracho Spínola (fallecida en Madrid el 3 de junio de 1936), y su hija.
En palabras de Antonio Méndez Casal, «el ambiente reseco, polvoriento, de los pueblos decadentes de la ancha Castilla es el fondo común que enlaza a casi toda la producción de Lezcano».

## Lápida conmemorativa

Lápida conmemorativa dedicada a Carlos Lezcano (1983).

En 1983, coincidiendo con el quincuagésimo cuarto aniversario de su muerte, el Ayuntamiento de Madrid instaló una lápida conmemorativa en la fachada de la casa donde vivió el pintor. La lápida fue diseñada por el arquitecto Joaquín Roldán y ejecutada por el escultor José Luis Parés.